# 고트프리트 뵘

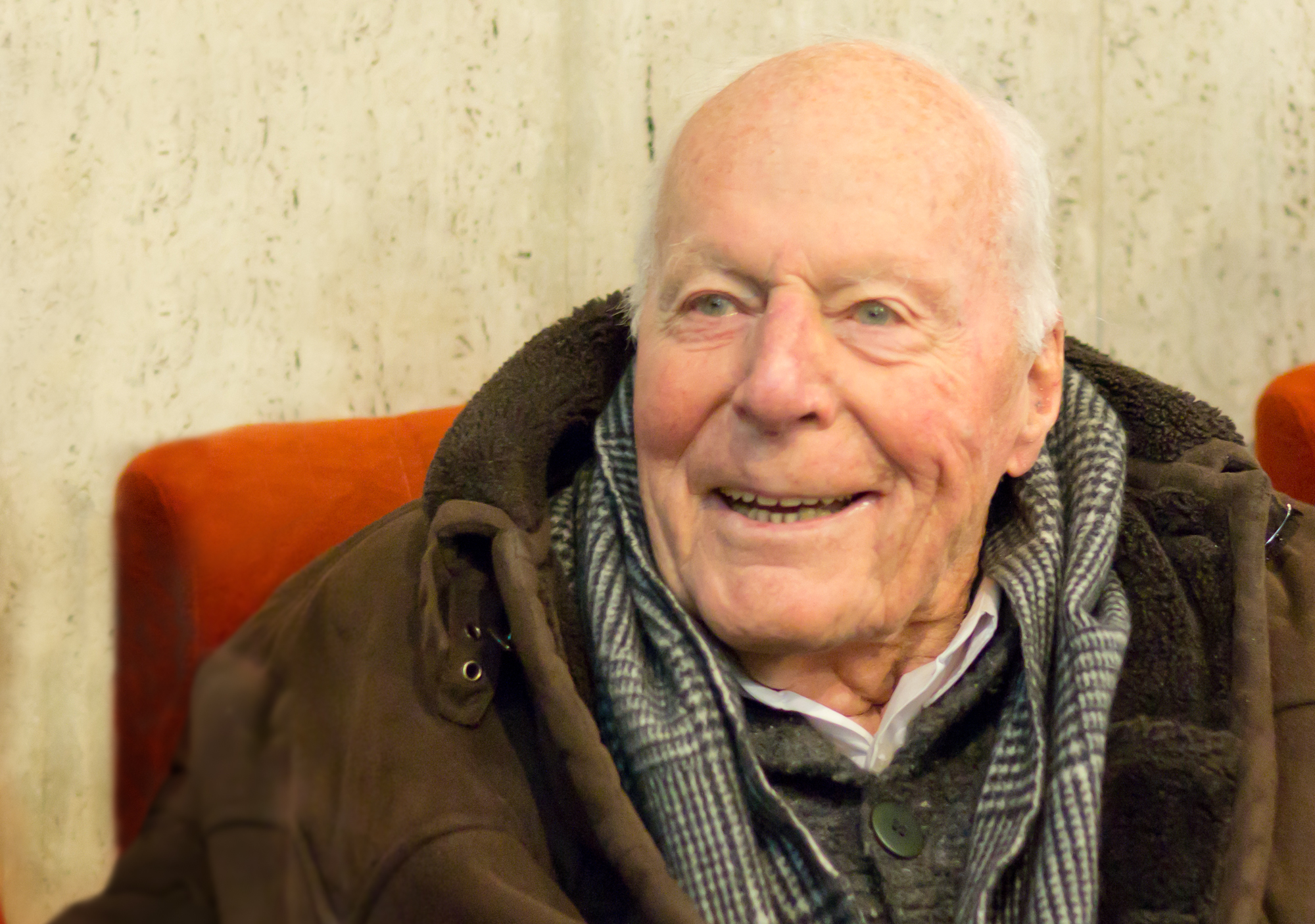
고트프리트 뵘

고트프리트 뵘(Gottfried Böhm, 1920년 1월 23일 ~ 2021년 6월 9일)은 독일의 건축가, 조각가이다. 1986년 독일(당시 서독) 최초로 프리츠커상을 수상하였다.